# Torri Folkart
 Le Torri Folkart sono due torri gemelle nel quartiere Bayraklı della città turca di Smirne.

## Caratteristiche
Le torri, alte 200 metri ciascuna, furono gli edifici più alti di Smirne tra il 2014 e il 2017, fino al completamento della Mistral Office Tower. Al loro completamento le Torri Folkart erano tra le torri gemelle più alte d'Europa.
La costruzione delle torri è iniziata nel 2011 e nell'aprile 2013 hanno superato l'Hilton Smirne e sono diventate gli edifici più alti della città. I lavori di costruzione sono stati completati nel 2014. Gli edifici al loro interno ospitano circa 4000 inquilini. Nel febbraio 2015 all'interno delle torri è stata aperta la più grande galleria d'arte della Turchia, con una superficie di 800 m2.